# Pro Evolution Soccer 2008
Pro Evolution Soccer 2008 is een voetbalsimulatiespel uit de Pro Evolution Soccer-serie van Konami. Het spel werd officieel op 18 juni 2007 aangekondigd. Overigens is dit de eerste uitgave die gerefereerd wordt aan een jaartal.
PES 2008 heeft een nieuw AI-systeem, teamvision genaamd, dat zich aanpast aan de speelstijl van de speler om zeker te zijn dat de computergestuurde speler altijd de strijd aangaat, om zo de speler te dwingen om te denken en hun speelstijl te veranderen om te vermijden te worden overklast door de computer.